# إيتلبروك
قالب:Infobox Luxembourg commune
إيتلبروك (بالفرنسية: Ettelbruck) هي بلدة وmunicipality of Luxembourg تقع في لوكسمبورغ في Canton of Diekirch.

## أعلام
- دانييل دا موتا
- كيفن هولتز
- إرني شفايتزر
- لوك هولتز